# Carmelo Zappulla
Carmelo Zappulla (Siracusa, 7 novembre 1955) è un cantante e attore italiano appartenente al filone neomelodico napoletano.

## Biografia
Visse fino all'età di 24 anni nella sua città natale, iniziando a cantare da bambino. In seguito si trasferì a Napoli.
Nel 1979 arrivò il suo primo successo, Pover'ammore, brano dedicato alla moglie scomparsa. Il brano, firmato da Nino D'Angelo, fu interpretato per la prima volta da Mario Trevi. Tre mesi dopo il brano verrà inciso da Zappulla. Vedendo il successo di Zappulla, Trevi decide di non esibirsi più con il brano, lasciando il successo al giovane artista siciliano. L'incisione di Carmelo Zappulla vende un milione e mezzo di copie. Nel 1980 il brano viene inciso anche dall'autore Nino D'Angelo, che lo includerà nell'album Celebrità. Nello stesso anno Zappulla porta il brano in teatro, con una sceneggiata omonima scritta da Alberto Sciotti. Nel 1983 il brano passa dal teatro al cinema. Con la regia di Ciro Ippolito viene girato il film Pronto... Lucia, sarà il debutto cinematografico del cantante. Nello stesso anno ritorna al cinema con Pover'ammore con la regia di Vincenzo Salviani e Fernando Di Leo, oltre a Zappulla, c'è Lina Polito, Rosa Fumetto, Nicola Pignataro e Luc Merenda. L'anno successivo girerà Laura... a 16 anni mi dicesti sì, con la regia di Alfonso Brescia, e Zampognaro innamorato, regia di Ciro Ippolito, con Giacomo Rondinella e Angela Luce. Nel 1998 partecipa al Festival di Napoli su Rete4 con il brano Sempe (Scuotto - Zappulla) vincendo il primo premio della categoria big.
Il 15 aprile 2005 festeggia i venticinque anni di carriera al Palapartenope di Napoli con il concerto Carmelo Zappulla live, presentato da Gigi Sabani e con Mario Trevi ospite d'onore, che canta con Zappulla Pover'ammore. Nel 2015 pubblica l'album Mia, con la collaborazione di Gianni Fiorellino.

### Vita privata
Nel giugno 2008 viene ricoverato d'urgenza per un attacco di cuore presso il secondo policlinico di Napoli. L'11 novembre 2018 è di nuovo ricoverato in gravi condizioni in clinica a Castel Volturno per essere sottoposto a un delicato intervento chirurgico.

## Vicende giudiziarie
Agli inizi degli anni '90 Zappulla fu incolpato di essere il mandante dell'omicidio dell'amante della madre. Rimase latitante per tre anni, ma fu infine assolto il 22 luglio 1996.
Dopo aver scritto nel 1998 il libro autobiografico Quel ragazzo della Giudecca. Un artista alla sbarra, nel 2015 inizia a girare il film Il ragazzo della Giudecca, con la regia di Alfonso Bergamo, con Tony Sperandeo, Franco Nero e Giancarlo Giannini. Nel film decide di raccontare la sua esperienza durante gli anni della latitanza.

## Discografia

### Album in studio
- 1961 - Napoli canta
- 1978 - 'A medagliella 'e ll'ammore
- 1978 - Carmelo Zappulla
- 1978 - 'O cacciatore
- 1979 - Pover'ammore
- 1979 - Sceneggiate napoletane
- 1980 - Gesù vol.5
- 1981 - Pronto Lucia
- 1982 - 'O chalet
- 1983 - Maria de Simone
- 1984 - Concerto
- 1984 - Immenso
- 1985 - Io... Zappulla
- 1986 - Non c'è titolo
- 1987 - Dal mio ieri
- 1988 - Amori
- 1989 - Sognare insieme
- 1989 - Parentesi
- 1989 - Solo per te
- 1990 - Per amore
- 1990 - Per voi giovani
- 1990 - Musicalmente...
- 1991 - Aria
- 1992 - Zappullamania
- 1992 - Serenata napoletana
- 1993 - Ma quante storie
- 1996 - N'attimo
- 1996 - Ciao gente
- 1997 - Le mie siciliane
- 1998 - Ciak
- 1998 - Canzoni
- 2000 - Non dirlo al cuore
- 2003 - Vicoli
- 2004 - Bamboleira
- 2007 - Più o meno
- 2008 - Parentesi
- 2010 - Anima
- 2015 - Mia...
- 2017 - Con tutto il cuore
- 2020 - 40 anni lo spettacolo continua
- 2021 - Malvarosa

### Album dal vivo
- 2005 - Live

## Filmografia
- Pronto... Lucia, regia di Ciro Ippolito (1982)
- Pover'ammore, regia di Vincenzo Salviani e, non accreditato, Fernando Di Leo (1982)
- Laura... a 16 anni mi dicesti sì, regia di Alfonso Brescia (1983)
- Zampognaro innamorato, regia di Ciro Ippolito (1983)
- Il ragazzo della Giudecca, regia di Alfonso Bergamo (2016)